# Otto Bütschli
Johann Adam Otto Bütschli (ur. 3 maja 1848 we Frankfurcie, zm. 2 lutego 1920 w Heidelbergu) – niemiecki zoolog i profesor na Uniwersytecie w Heidelbergu. Specjalizował się w bezkręgowcach i rozwoju owadów, a także w protistologii.
Bütschli studiował mineralogię i chemię na Uniwersytecie w Karlsruhe; następnie został asystentem Karla Alfreda von Zittla na Uniwersytecie w Heidelbergu. Pracował razem z Rudolfem Leuckartem na Uniwersytecie w Lipsku, i przez dwa lata z Karlem Möbiusem na Uniwersytecie w Kilonii. Między 1868 a 1876 rokiem pracował we Frankfurcie. W 1876 roku uzyskał habilitację. W 1878 roku zastąpił Alexandra Pagenstechera na katedrze w Heidelbergu, i na tym stanowisku pozostał do końca kariery naukowej. Jego uczniem był m.in. Władimir Szewiakow.